# BTR–4
A BTR–4 Bucefal (ukránul БТР–4 Буцефал) Ukrajnában a 2000-es évek elején kifejlesztett 8×8-as hajtásképletű gumikerekes páncélozott szállító harcjármű, amely a gépesített lövész alakulatoknál lövészeinek szállítására és tűztámogatásra használható, de alkalmas gyorsreagálású erők és tengerészgyalogos egységek kiszolgálására is. Ukrajnában és Irakban rendszeresítették.

## Története és jellemzői
A járművet a harkivi HKBM tervezőiroda fejlesztette ki a 2000-es évek elején. Először 2006 júniusában az Aviaszvit kiállításon mutatták be. Megjelenése a korábbi szovjet BTR-sorozatra (BTR–60, 70, 80) emlékeztet, de felépítését és belső szerkezeti kialakítását jelentősen megváltoztatták. A vezető és a parancsnok a jármű elülső részében kapott helyet, de a korábbi BTR-modellektől eltérően a motort középen, a deszantteret a jármű hátulsó részében helyezték el. Ez a felépítés lehetővé tette, hogy a deszanttér ajtaját kedvezőbb helyen, a jármű hátsó falán helyezzék el. A vezető és a parancsnok számára elöl, a jármű oldalán alakították ki az ajtókat.
A jármű rugalmasan alakítható fegyverzeti modulokkal szerelhető fel. A fegyverzetet hordozó, távvezérelt torony a motortér fölött, a jármű középső részén helyezték el. Az alapváltozatot a Morozov-tervezőirodában kifejlesztett, 30 mm-es gépágyúval 7,62 mm-es géppuskával és 9P135M Konkursz irányítható páncéltörő rakétával felszerelt modullal szállítják.
2021-re a gyártónak 75 darabos megrendelése van a BTR–4E változatra. 2021 novemberében pedig a Zsitomiri Harcjárműjavító Üzem is elkezdte a BTR–4E páncéltestének a sorozatgyártását.

## Alkalmazása

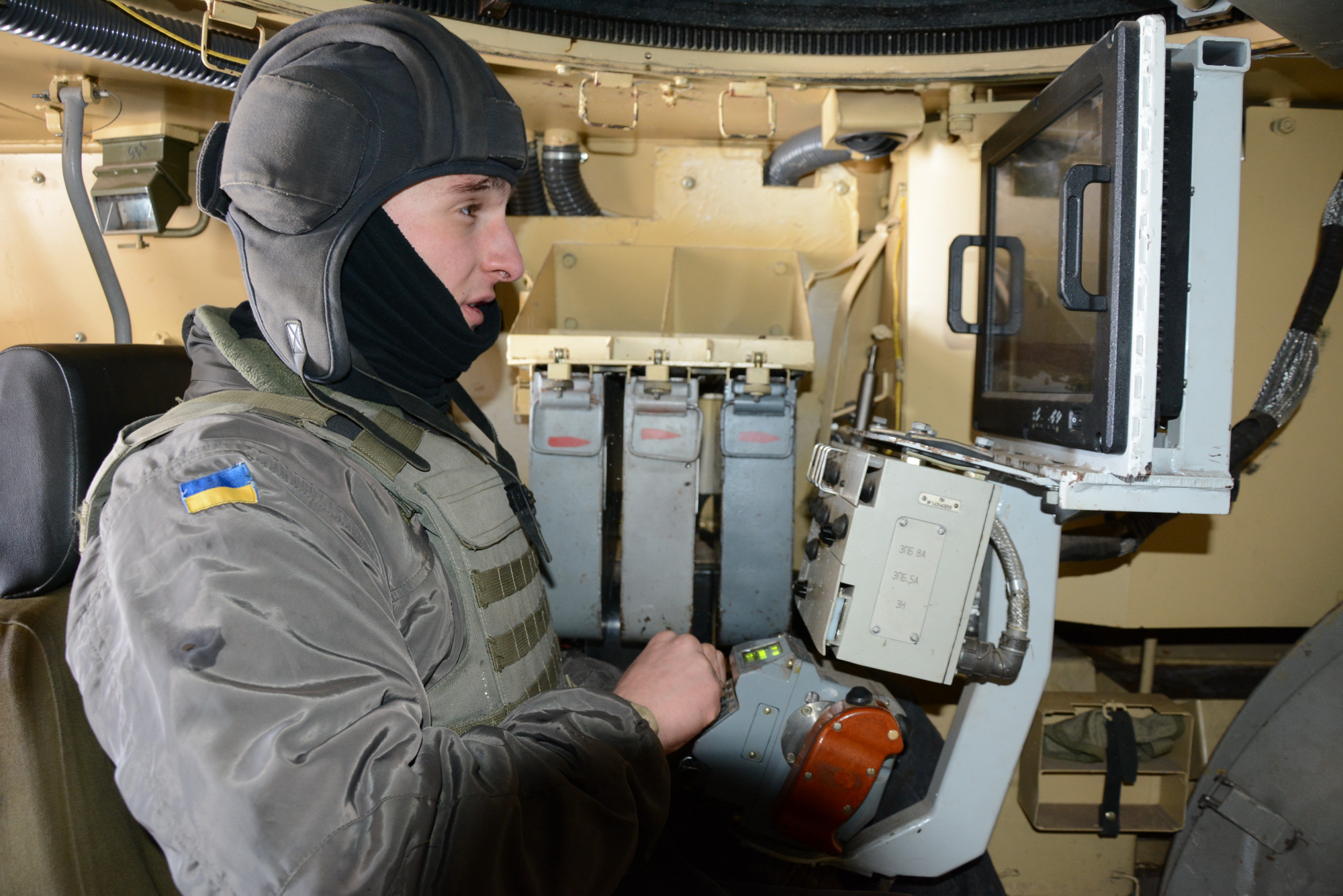
Az irányzó munkahelye

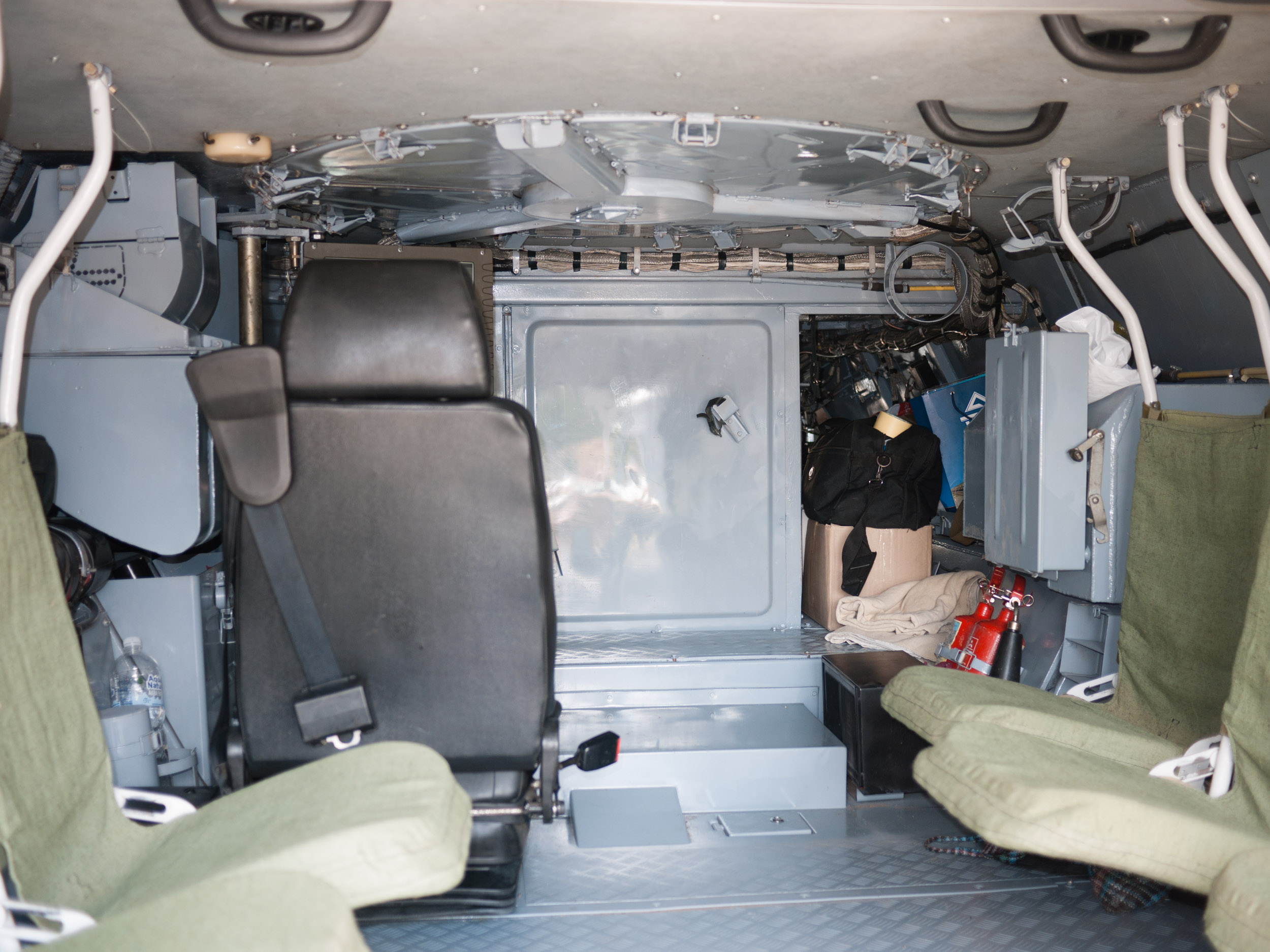
A desszanttér

Az Ukrán Védelmi Minisztérium 10 darabot rendelt, melyet 2009-ben léptek szolgálatba.
Az Egyesült Államok finanszírozása mellett Irak 420 db vásárlását jelentette be a belbiztonsági erők részére. A megrendelt mennyiségből 270 darab páncélozott szállító harcjármű változat lesz, 80 darab parancsnoki, 30–30 darab mozgó harcálláspont, illetve egészségügyi változat, további 10 pedig műszaki-mentő jármű lesz. A járművek szállítását 2010 októberében kezdik el.
Indonézia a tengerészgyalogság számára szerzett be 55 darab BTR–4M változatú járművet, melyek 2017-ben álltak szolgálatba.
2009-ben Macedónia is kinyilvánította érdeklődését a harcjármű iránt. A tervek szerint 200 darab beszerzendő példányt német Deutz gyártmányú motorokkal szerelnék fel.

### Harci alkalmazása
A harcjárművet harci körülmények között a kelet-ukrajnai háborúban az ukrán oldalon, a terroristaellenes művelet (ATO) keretében vetették be 2014-től. Először 2014 júniusában Szlovjanszk körüli harcokban lehetett látni. Ezek az Irak által át nem vett BTR–4E változatú járművek voltak.
Az ukránok bevetették a 2022-es orosz-ukrán háborúban is.

## Toronymodulok

### Hrim
- 1x 30 mm-es gépágyú
- 1x 7,62 mm-es párhuzamosított géppuska
- 4x 9P135M Konkursz vagy Barjer páncéltörő rakéta

### Grom
- 1x 30 mm-es gépágyú
- 1x 30 mm-es automata gránátvető
- 1x 7,62 mm-es párhuzamosított géppuska
- 4x 9P135M Konkursz vagy Barjer páncéltörő rakéta

### Skval
- 1x 30 mm-es gépágyú
- 1x 7,62 mm-es párhuzamosított géppuska
- 4x 9P135M Konkursz vagy Baryer páncéltörő rakéta

### BAU 23×2
- 2x 23x152 mm-es gépágyú
- 1x 7,62 mm-es párhuzamosított géppuska

### BM–7 Parusz
- 1 db KBA–1 vagy ZTM–1 30 mm-es gépágyú 400 db-os lőszerjavadalmazással
- 1 db AG–17 30 mm-es gránátvető 145 db gránáttal
- 1 db PKT 7,62 mm-es géppuska 2000 darabos lőszerjavadalmazással
- Barjer páncéltörő rakéta (4 db)

## Típusváltozatok

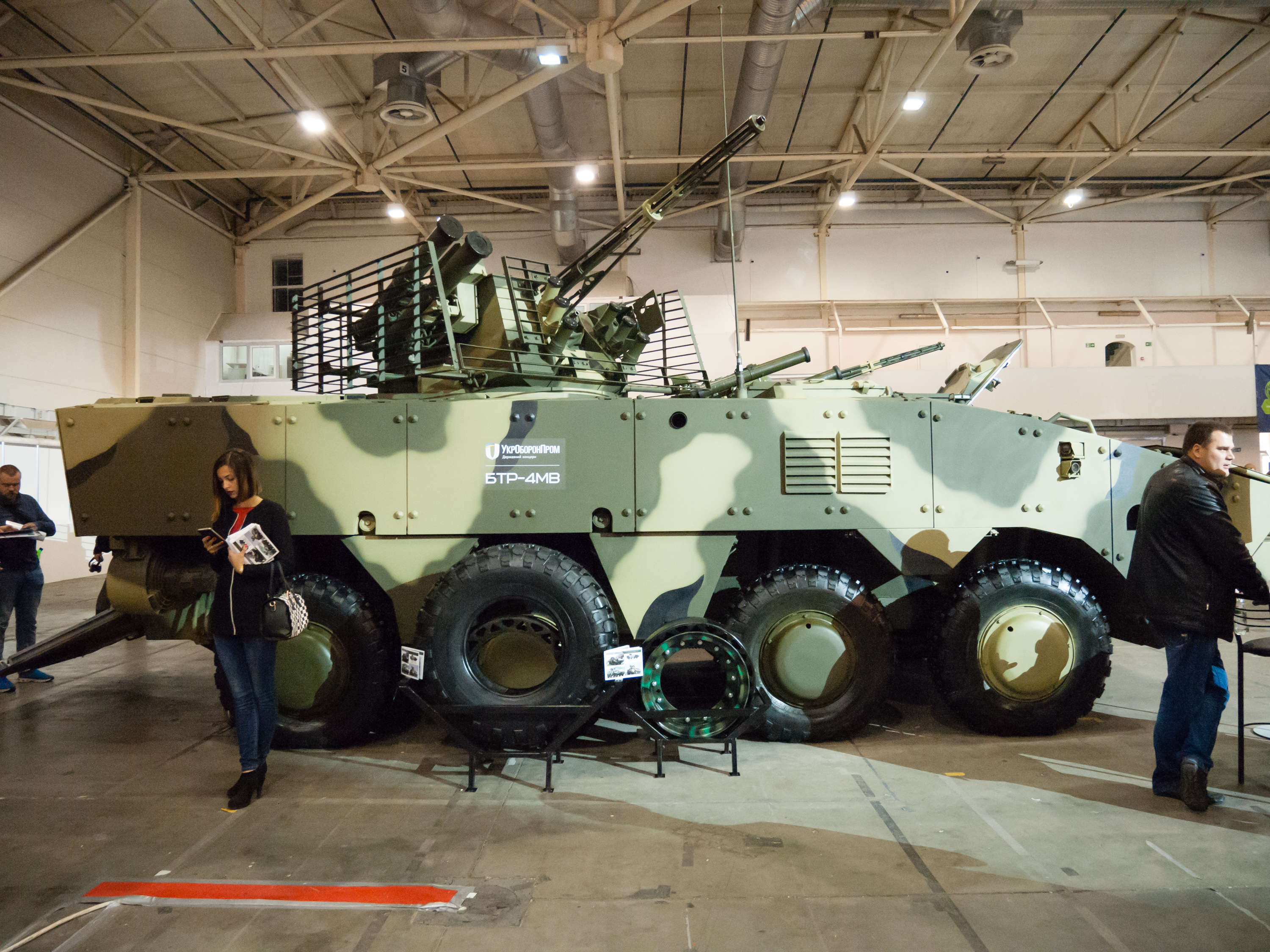
BTR–4MV1 változat

- BTR–4M – Az indonéz tengerészgyalogság számára készített, BM–7 Parusz toronymodullal felszerelt változat. A páncéltestet olyan kiegészítő elemekkel látták el, amely javítja a jármű úszóképességét. A harcjárművet Deutz gyártmányú motorral szerelték fel.
- BTR–4K – parancsnoki jármű
- BRM–4K – páncélozott felderítő jármű
- BREM – műszaki mentő jármű
- BTR–4KS – parancsnoki harcálláspont
- BSZEM–4K – páncélozott mentőjármű
- MOP–4K – tűztámogató harcjármű